# Municipio de Škofja Loka
Škofja Loka es un municipio de Eslovenia, situado en el oeste del país. Su capital es Škofja Loka.
En 2018 tiene 22 919 habitantes.
El municipio comprende las localidades de Binkelj, Bodovlje, Bukov Vrh nad Visokim, Breznica pod Lubnikom, Brode, Bukovica, Bukovščica, Crngrob, Dorfarje, Draga, Forme, Gabrk, Gabrovo, Gabrška Gora, Godešič, Gorenja vas - Reteče, Gosteče, Grenc, Hosta, Knape, Kovski Vrh, Križna Gora, Lenart nad Lušo, Lipica, Log nad Škofjo Loko, Moškrin, Na Logu, Papirnica, Pevno, Podpulfrca, Pozirno, Praprotno, Pungert, Puštal, Reteče, Rovte v Selški dolini, Sopotnica, Spodnja Luša, Staniše, Stara Loka, Stirpnik, Strmica, Suha, Sveta Barbara, Svetega Petra Hrib, Sveti Andrej, Sveti Duh, Sveti Florjan nad Škofjo Loko, Sveti Ožbolt, Sveti Tomaž, Ševlje, Škofja Loka, Trata, Trnje, Valterski Vrh, Vešter, Vincarje, Virlog, Virmaše, Visoko pri Poljanah, Zgornja Luša y Zminec.